# Dauphin
För andra betydelser, se Dauphin (olika betydelser).

Den franska tronföljarens heraldiska vapen.

Dauphin (från latinets delphinus, "delfin") var den titel som bars av tronföljaren till den franska kronan under husen Valois och Bourbon. Dauphin hade högsta rangen i riket näst kungen.
Guigue IV, greve av Vienne, var den förste som antog denna titel och han hade en delfin som sitt sköldemärke. Titeln gick i arv i familjen fram till 1349, när Humbert II avstod sitt län till Filip VI av Frankrike på villkor att den franske tronarvingen antog titeln "le dauphin".
Den förste franske prins som kallades dauphin var Filip VI:s son, Johan, sedermera Johan II av Frankrike, och den siste var hertigen av Angoulême, son till Karl X av Frankrike, som avsade sig titeln 1830.
"Le grand dauphin" (den store dauphin) var ett hedersnamn som tillades Ludvig XIV:s äldste son, Ludvig (1661-1711).